# 12696 Camus
12696 Camus este o planetă minoră (asteroid), cu un diametru de 9,329 km, din centura de asteroizi. A fost descoperită pe 26 septembrie 1989 la Observatorul European Austral de Eric Walter Elst și a fost numită după Albert Camus. 
Obiectul prezintă o orbită caracterizată de o semiaxă mare de 2,6223864 UAi, o excentricitate de 0,14, o înclinație de 7,9924 ° în raport cu ecliptica.